# Krepostnaja aktrisa
Krepostnaja aktrisa (Крепостная актриса) è un film del 1963 diretto da Roman Irinarchovič Tichomirov.